# Pararctonoella
Pararctonoella är ett släkte av ringmaskar. Pararctonoella ingår i familjen Polynoidae.
Kladogram enligt Catalogue of Life:
| Pararctonoella | \| \| Pararctonoella aphthalma \| \| \| \| \| \| Pararctonoella indica \| \| \| \| |
|                | \| \| Pararctonoella aphthalma \| \| \| \| \| \| Pararctonoella indica \| \| \| \| |
|                | Pararctonoella aphthalma                                                           |
|                |                                                                                    |
|                | Pararctonoella indica                                                              |
|                |                                                                                    |